# Короли Бреги

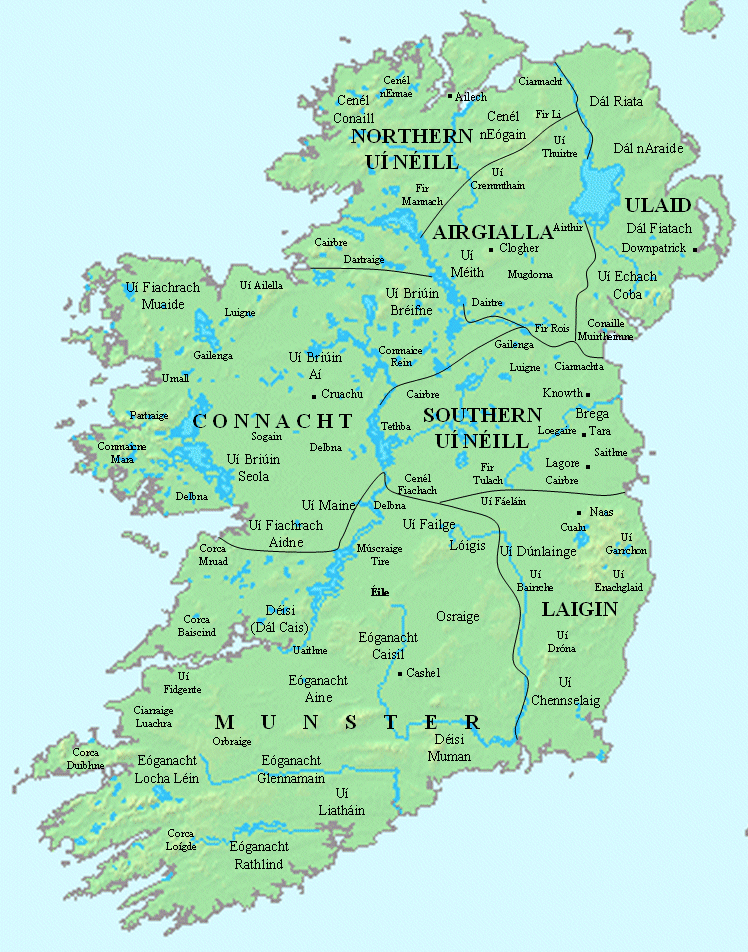
Ирландия в Раннее Средневековье

Короли Бреги — правители небольшого одноимённого королевства к северу от Дублина в средневековой Ирландии.

## История
Брега получили своё название от равнины Бреге в современных графствах Мит, Лаут и Дублин. Королевство Брега была частью владений Уи Нейллов, где правил септ Сил Аэдо Слане, часть южной ветви Уи Нейллов. На территории Бреги находился холм Тара, место коронации верховных королей Ирландии. Королевство было ограничено на востоке Ирландским морем, а на юге границей была река Лиффи. На севере территория Бреги доходила до предгорий в современном графстве Лаут. Западная граница королевства, которая отделяла его от королевства Миде, точно не известна.
В VI веке Уи Нейллы подчинили своей власти земли Бреги. К середине VIII века королевство разделилось на две враждующих части: Южная Брега (королевство Лагор), где правили Уи Хернайг, и Северная Брега (королевство Наут) во главе с родом Уи Хонайнг. Такое разделение просуществовало до англо-нормандского вторжения в Ирландию.

## Короли Бреги
- Аэд Слане (умер 604), верховный король Ирландии (598—604), сын верховного короля Ирландии и короля Миде Диармайта мак Кербайлла
- Коналл Лаэг Брег (умер 612), сын Аэда Слане
- Конгал мак Аэдо Слане (умер 634), сын Аэда Слане
- Айлиль Арфист (умер в 634), сын Аэда Слане
- Блатмак мак Аэдо Слане (умер в 665) и Диармайт мак Аэдо Слане (умер в 665), верховные короли Ирландии (658—665), сыновья Аэда Слане
- Конайнг Куйрре (умер 662), сын Конгала мак Аэдо Слане
- Сехнуссах мак Блатмайк (умер 671), верховный король Ирландии (665—671), сын Блатмака
- Кенн Фаэлад (умер 675), верховный король Ирландии (672—674), сын Блатмака
- Финснехта Пиролюбивый (умер 695), верховный король Ирландии (675—695), сын Дунхада мак Аэдо Слане
- Конгалах мак Конайнг Куйрре (умер 696), сын Конайнга Курре
- Иргалах мак Конайнг Куйрре (умер 702), сын Конайнга Курре
- Амалгайд мак Конгалайг (умер 718), сын Конгалаха мак Конайнга Курре
- Коналл Грант (умер 718)
- Фогартах мак Нейлл (умер 724), верховный король Ирландии (722—724), сын Ниалла мак Кернах Сотала
- Кинаэд мак Иргалайг (умер 728), верховный король Ирландии (724—728), сын Иргалаха
- Конайнг мак Амалгадо (умер 742)
- Индрехтах мак Дунгалайг (умер 748)
- Дунгал мак Амалгадо (умер 759)
- Кайрпре мак Фогартайг (умер 771)
- Конгалах мак Конайнг (умер 778), сын Конайнга мак Амалгайда
- Диармайт мак Конайнг (умер 786)
- Фланн мак Конгалайг (умер 812), сын Конгалайга мак Конайнга
- Кернах мак Конгалайг (умер 818), сын Конгалайга мак Конайнга
- Куммасках мак Конгалайг (умер в 839), сын Конгалаха мак Конайнга
- Конайнг мак Флайнн (умер в 849), сын Фланны мак Конайнга
- Кинаэд мак Конайнг (умер 851), сын Конайнга мак Флайнна
- Фланн мак Конайнг (умер в 868), сын Конайнга мак Флайнна
- Фланнакан мак Келлайг (умер в 896), сын Келлаха мак Конгалаха
- Маэл Финниа мак Фланнакайн (умер 903), сын Фланнакана мак Келлаха
- Маэл Митиг мак Фланнакайн (умер 919), сын Фланнакана мак Келлаха

## Короли Северной Бреги (Наута)
- Конгал мак Аэдо Слане (умм. 634)
- Конайнг Куйрре (умер 662)
- Конгалах мак Конайнг Куйрре (скончался 696)
- Иргалах мак Конайнг Куйрре (умер в 702)
- Амалгайд мак Конгалайг (умер 718)
- Кинаэд мак Иргалайг (умер в 728), сын Иргалаха
- Конайнг мак Амалгадо (ум. 742)
- Индрехтах мак Дунгалайг (умер в 748)
- Дунгал мак Амалгадо (умер в 759)
- Конгалах мак Конайнг (умер 778)
- Диармайт мак Конайнг (умер в 786)
- Фланн мак Конгалайг (умер 812)
- Кернах мак Конгалайг (умер в 818)
- Куммасках мак Конгалайг (умер в 839)
- Конайнг мак Флайнн (умер в 849)
- Кинаэд мак Конайнг (умер 851)
- Фланн мак Конайнг (умер в 868)
- Фланнакан мак Келлах (умер 896)
- Маэл Финна мак Фланнакан (умер 903)
- Маэл Митиг мак Фланнакан (умер 919)
- Конгалах Кногба (ум. 956), верховный король Ирландии (944—956), сын Маэл Митига мак Фланнакана
- Муйрхертах мак Конгалах (ум. 964), сын Конгалаха Кногбы
- Домналл мак Конгалах (ум. 976), сын Конгалаха Кногбы
- Конгалах мак Домнайлл (ум. 977), сын Домналла мак Конгалайга
- Доннхад мак Домналл Уа Конгалах (ум. 991), сын Домналла мак Конгалайга
- Доннхад мак Доннхад (ум. 1017), сын Доннхада мак Домнайлла
- Доннхад Уа Дуйн (ум. 1027)
- Матгамайн Уа Риакайн (ум. 1032)
- Фланнакан Уа Келлайг (ум. 1060)
- Гайрбейт Уа Катсайг (ум. 1061)
- Маэл Морда Уа Катсайг (ум. 1073)
- Тренайр Уа Келлайг (ум. 1093)
- Келлах Уа Келлайг (ум. 1146)
- Муйрхертах Уа Келлайг (уп. в 1161)
- Доннхад Уа Келлайг (уп. в 1170)

## Короли Южной Бреги (Лагора)
- Ниалл мак Кернайг Сотал (ум. в 701), сын Кернаха Сотала и внук Диармайта мак Аэдо Слане
- Мане мак Нейлл (ум. 712), сын Ниалла мак Кернайга Сотала
- Коналл Грант (умер 718)
- Фогартах мак Нейлл (умер в 724)
- Катал мак Нейлл (скончался 729)
- Катал мак Аэда (ум. 737)
- Кернах мак Фогартайг (умер в 738), сын Фогартаха мак Нейлла
- Фергус мак Фогартайг (ум. 751), сын Фогартаха мак Нейлла
- Кайрпре мак Фогартайг (умер в 771)
- Ниалл мак Конайлл (умер в 778)
- Маэл Дуйн мак Фергуса (ум. 785)
- Фогартах мак Куммаскайг (умер в 786)
- Куммасках мак Фогартайг (умер 797)
- Айлиль мак Фергуса (ум. 800)
- Кернах мак Фергуса (умер в 805)
- Коналл мак Нейлл (умер в 815)
- Фогартах мак Кернайг (умер в 815)
- Энгус мак Маэл Дуйн (умер в 825)
- Диармайт мак Нейлл (умер в 826)
- Кайрпре мак Маэл Дуйн (умер в 836)
- Тигернах мак Фокартай (ум. 865)
- Диармайт мак Этерскейли (умер в 868)
- Маэл Сехнайлл мак Нейлл (умер в 870)
- Толарг мак Келлайг (умер в 888)
- Маэл Ограй мак Конгалайг (умер 908)
- Фогартах мак Толайрг (умер в 916)
- Беоллан мак Киармайк (умер в 969)
- Гилла Мо Хонна мак Фогартах мак Киармак (умер в 1013)
- Руайдри мак Фогартах Киармак (ум. 1027)
- Гилла Сехнайлл мак Гилла Мо Хонна (уп. 1033)
- Гилла Колайм Уа Риакайн (уп. 1034)
- Катал мак Маол Крон (ум. 1053)
- Ку Гайллинг мак Гилла Сехнайлл (ум. 1121)
- Мак Гилла Фулартайг (ум. 1130)
- Домналл мак Гилла Сехнайлл (ум. 1160)
- Маол Крон мак Гилла Сехнайлл (ум. 1171)